# Desiderato Chiaves
Desiderato Chiaves (Torino, 2 ottobre 1825 – Torino, 29 giugno 1895) è stato un poeta, giornalista, politico e musicista italiano, senatore del Regno e giureconsulto.

## Biografia
Fu Ministro dell'interno del Regno d'Italia  nel Governo La Marmora II e La Marmora III (dal 4 dicembre 1865 al 17 giugno 1866).
È noto per il discorso pronunziato al Parlamento Sabaudo di Torino nella tornata del 9 ottobre 1860 sul progetto di legge per autorizzare il Governo ad accettare e stabilire per decreti reali l'annessione allo Stato di nuove province italiane. Autore di scritti tra i quali Questione della Società Italiana delle scienze detta dei Quaranta. Con appendice di allegati (1861).
Nel 1883 si oppose all'iscrizione all'Albo degli Avvocati di Torino di Lidia Poët, prima avvocata italiana. Il giorno successivo all'iscrizione della donna si dimise dall'ordine per protesta.
È ricordato come uomo di teatro. Tra i copioni teatrali spicca Le nozze di Rosetta.